# Caryocolum petryi
Caryocolum petryi is een vlinder uit de familie tastermotten (Gelechiidae). De wetenschappelijke naam is voor het eerst geldig gepubliceerd in 1899 door O. Hofmann.
De soort komt voor in Europa.